# Куркли
Куркли́ — село в Лакском районе Республики Дагестан. Административный центр сельского поселения «Сельсовет „Курклинский“».

## Географическое положение
Расположено в 12 км к северу от районного центра села Кумух. Ближайшие населённые пункты: на севере — село Чукна, на северо-востоке — Вицхи, на юго-востоке — Кума.

## Население
| 1895 | 1926 | 1939 | 1970 | 1989 | 2002 | 2010 |
| ---- | ---- | ---- | ---- | ---- | ---- | ---- |
| 972  | ↘619 | ↗703 | ↘385 | ↘284 | ↗312 | ↗419 |
| 2021 |      |      |      |      |      |      |
| ↗487 |      |      |      |      |      |      |

### Известные курклинцы
- Чукундалав — лакский поэт.
- Щаза из Куркли — поэтесса, народная певица.
- Ванати Алиев (1958—2012) — Заслуженный артист Республики Дагестан, кавалер ордена «За заслуги перед Республикой Дагестан», актёр, сценарист, член команды КВН «Махачкалинские бродяги».